# Premio Kyōto
Il premio Kyōto (京都賞) è un premio annuale istituito dal 1985 dalla Fondazione Inamori per volere dell'industriale giapponese Kazuo Inamori attraverso la società Kyocera, di cui fu il fondatore.

## Descrizione
Il premio è suddiviso in tre categorie: tecnologia, scienze di base e arti e filosofia. All'interno di ogni categoria è prevista una rotazione annuale tra le differenti discipline del settore. La fondazione Inamori ha ricevuto un finanziamento da Kyocera di 20 miliardi di yen, il che permette l'assegnazione di un premio annuale di 50 milioni di yen, circa 350 000 euro. In origine, il premio era inteso come un equivalente giapponese del premio Nobel, tuttavia si distingue da questo poiché copre temi che generalmente non vengono ricompensati con un premio Nobel. I nomi dei vincitori vengono resi noti a giugno mentre la cerimonia di premiazione avviene in novembre.